# Економічна кібернетика (журнал)
«Економічна кібернетика» — науковий журнал, заснований у 2000 році Донецьким національним університетом, видавався до 2014 року. ISSN 2077-8031 (print), ISSN  2312-5837 (Online). Свідоцтво про державну реєстрацію друкованого засобу масової інформації: КВ № 16728-5300ПР. Журнал входив до переліку фахових видань, визнаних ВАК України (Додаток до Постанови № 1-05/2 від 10.03.2010, опуб. у Бюл. ВАК, № 4, 2010, с.5). Статті друкувалися однією з трьох робочих мов: українською, російською, англійською з рефератами англійською мовою.
Індексується у низці наукометричних баз та сервісів: Index Copernicus, DRJI, UlrichsWeb [Архівовано 18 квітня 2016 у Wayback Machine.], getCITED, Research Bible [Архівовано 2 лютого 2014 у Wayback Machine.], Vernadskiy national Library of Ukraine [Архівовано 1 серпня 2019 у Wayback Machine.], Google Scholar [Архівовано 7 березня 2014 у Wayback Machine.], OAJI [Архівовано 1 лютого 2014 у Wayback Machine.], РІНЦ, Gaudeamus, Academickeys, Directory of science, EyeSource Master List, Mendeley, Scientific Indexing Service [Архівовано 16 квітня 2014 у Wayback Machine.], New Jour, Academia.edu [Архівовано 29 червня 2020 у Wayback Machine.], International Scientific Indexing [Архівовано 14 березня 2016 у Wayback Machine.], Open Archives [Архівовано 11 грудня 2021 у Wayback Machine.], Scientific Indexing Service [Архівовано 9 лютого 2015 у Wayback Machine.], Base, Inno Space [Архівовано 8 липня 2014 у Wayback Machine.], Infobase [Архівовано 5 червня 2014 у Wayback Machine.], Jour Informatics [Архівовано 4 березня 2016 у Wayback Machine.]
Міжнародні індекси та імпакт-фактори
Google Scholar (Int'l) — h-index=6, i-10 index=4 [Архівовано 7 березня 2014 у Wayback Machine.]
Index Copernicus Value (Poland, EU) — ICV 2012 = 6.04 [Архівовано 13 липня 2014 у Wayback Machine.]
Science Journal Impact Factor (Morocco) — SJIF 2013=3.798 [Архівовано 8 липня 2014 у Wayback Machine.]

## Тематична спрямованість журналу
- теоретичні та методологічні проблеми економічної кібернетики;
- моделювання в системах мікро- і макроекономіки;
- методи прийняття рішень;
- моделі та методи економічної динаміки, стійкості й рівноваги;
- методи дослідження операцій та теорії систем;
- адаптивні системи в економіці;
- моделі менеджменту та маркетингу;
- проблеми освіти в галузі економічної кібернетики;
- економетрика (методи статистичного аналізу і прогнозування);
- комп'ютерні системи й інформаційні технології в економіці.

## Редакційна колегія
Головний редактор: Лисенко Юрій Григорович, член-кор. НАН України, д-р екон. наук.
Заступник головного редактора: В. М. Тимохин, д-р екон. наук.
Відповідальний редактор: С. І. Левицький, д-р екон. наук.
Редакційна колегія: Амоша О. І., акад. НАН України; Благун І. С., д-р екон. наук; Бурков В. М., д-р техн. наук; Ванагс Е. Я., д-р екон. наук (Латвія); Вітлінський В. В., д-р екон. наук; Геєць В. М., акад. НАН України; Єгоров П. В., д-р екон. наук; Заруба В. Я., д-р екон. наук; Клебанова Т. С., д-р екон. наук; Лепа Р. М., д-р екон. наук; Ляшенко І. М., д-р фіз.-мат. наук; Москардіні А. О., проф. (Велика Британія); Седегов Р. С., д-р екон. наук (Республіка Білорусь); Суслов В. І., д-р екон. наук (Росія); Румянцев М. В., д-р екон. наук; Черемних Ю. М., д-р екон. наук (Росія).